# Konnektor (Medizintechnik)
Ein Konnektor in der Medizintechnik bezeichnet in der Regel eine Anschlussmöglichkeit von Schläuchen oder Spritzen an einen Katheter. Konnektoren haben je nach Kathetertyp mehrere Luer-Anschlüsse für verschiedenste Funktionen. Oft tragen sie die wichtigsten Produktdaten, um den Katheter eindeutig zuordnen zu können.
In der Angioplastie beim Verfahren der Ballondilatation haben Konnektoren einen bis drei Anschlüsse: Einen, um den Ballon mit einer speziellen Inflationsspritze „aufblasen“ zu können, einen, um den Führungsdraht einzuführen und gegebenenfalls einen, um weitere Flüssigkeiten zu applizieren.